# Nivell de vida
El nivell de vida es mesura generalment per normes com la real (és a dir, la inflació ajustada) renda per capita i la taxa de pobresa. Altres mesures com l'accés i la qualitat de l'atenció de la sanitat, la desigualtat de creixement dels ingressos i els nivells educatius també són utilitzats. Alguns exemples són l'accés a certs béns (com el nombre de refrigeradors per cada 1.000 persones), o les mesures sanitàries com l'esperança de vida. És la facilitat amb què les persones que viuen en un temps i lloc són capaces de satisfer les seves necessitats i/o desitjos.